# كلارنس تشيستر كليفلاند
كلارنس تشيستر كليفلاند هو سياسي كندي، ولد في 14 سبتمبر 1849 في كندا، وتوفي في 6 يناير 1907. حزبياً، نشط في حزب كندا المحافظ. وقد انتخب عمدة وانتخب عضو مجلس العموم الكندي.